# إلياس حساني
إلياس حساني (8 نوفمبر 1995 في فرنسا - ) هو لاعب كرة قدم فرنسي في مركز الدفاع. لعب مع جيروندان بوردو ونادي تولوز.

## روابط خارجية
- إلياس حساني على موقع قاعدة بيانات كرة القدم.إي يو (الإنجليزية)
- إلياس حساني على موقع ناشيونال فوتبول تيمز (الإنجليزية)
- إلياس حساني على موقع Soccerway.com (الإنجليزية)
- إلياس حساني على موقع AS.com (الإسبانية)